# عمارت شهرداری اهر
عمارت شهرداری اهر مربوط به اواخر دوره پهلوی اول است و در اهر، تقاطع خیابان شیخ شهاب الدین و خیابان امام خمینی (میدان شهرداری) واقع شده و این اثر در تاریخ ۱۸ اسفند ۱۳۸۷ با شمارهٔ ثبت ۲۵۱۹۳ به‌عنوان یکی از آثار ملی ایران به ثبت رسیده است.